# Piero Conti (vescovo)
Piero Conti, noto in Brasile con il nome di Pedro José Conti, (Brescia, 10 ottobre 1949), è un vescovo cattolico e missionario italiano, dal 18 dicembre 2024 vescovo emerito di Macapá.

## Biografia
Piero Conti è nato a Brescia il 10 ottobre 1949.

### Formazione e ministero sacerdotale
Ha compiuto gli studi di filosofia e teologia nel seminario diocesano di Brescia.
Il 12 giugno 1976 è stato ordinato presbitero per la diocesi di Brescia. In seguito è stato vicario cooperatore della parrocchia dello Spirito Santo a Brescia dal 1976 al 1982. Nel 1983 ha conseguito la laurea in ingegneria elettronica presso il Politecnico di Milano.
Nel 1983 è partito come missionario fidei donum per il Brasile. È stato parroco della parrocchia del Sacro Cuore di Gesù a Paragominas, nella diocesi di Bragança do Pará dal 1983 alla nomina episcopale. Ha esercitato anche l'incarico di coordinatore delle parrocchie della sua area di servizio.

### Ministero episcopale
Il 27 dicembre 1995 papa Giovanni Paolo II lo ha nominato vescovo di Santíssima Conceição do Araguaia. Ha ricevuto l'ordinazione episcopale il 18 febbraio successivo a Conceição do Araguaia dall'arcivescovo metropolita di Belém do Pará Vicente Joaquim Zico, co-consacranti il vescovo di Bragança do Pará Miguel Maria Giambelli e quello di Marabá José Vieira de Lima.
Il 29 dicembre 2004 lo stesso pontefice lo ha nominato vescovo di Macapá.
Nell'aprile del 2010 ha compiuto la vista ad limina.
In seno alla Conferenza nazionale dei vescovi del Brasile è stato membro della commissione speciale per l'anno dei laici, in rappresentanza della regione Nord II, e si occupa prevalentemente di laici, comunità ecclesiali di base e dell'Istituto pastorale regionale (IPAR).
Il 18 dicembre 2024 papa Francesco ha accolto la sua rinuncia, presentata per raggiunti limiti di età, al governo pastorale della diocesi di Macapá; gli è succeduto Antônio de Assis Ribeiro, fino ad allora vescovo titolare di Babra ed ausiliare di Belém do Pará.
Ha scritto un libro e pubblica articoli su giornali e settimanali.

## Opere
- A verdade que Liberta: Contos e parábolas para compreender melhor o Evangelho. Coleção Sabor de Vida, Paulinas, 2014. 272 pp. ISBN 9788535636703.

## Genealogia episcopale e successione apostolica
La genealogia episcopale è:
- Cardinale Scipione Rebiba
- Cardinale Giulio Antonio Santori
- Cardinale Girolamo Bernerio, O.P.
- Arcivescovo Galeazzo Sanvitale
- Cardinale Ludovico Ludovisi
- Cardinale Luigi Caetani
- Cardinale Ulderico Carpegna
- Cardinale Paluzzo Paluzzi Altieri degli Albertoni
- Papa Benedetto XIII
- Papa Benedetto XIV
- Papa Clemente XIII
- Cardinale Enrico Benedetto Stuart
- Papa Leone XII
- Cardinale Chiarissimo Falconieri Mellini
- Cardinale Camillo Di Pietro
- Cardinale Mieczysław Halka Ledóchowski
- Cardinale Jan Maurycy Paweł Puzyna de Kosielsko
- Arcivescovo Józef Bilczewski
- Arcivescovo Bolesław Twardowski
- Arcivescovo Eugeniusz Baziak
- Papa Giovanni Paolo II
- Arcivescovo Vicente Joaquim Zico, C.M.
- Vescovo Pedro José Conti

La successione apostolica è:
- Vescovo Valentim Fagundes de Meneses, M.S.C. (2020)